# هوب أبيلسون
هوب أبيلسون (بالإنجليزية: Hope Abelson)‏ هي فاعلة خير أمريكية، ولدت في 21 سبتمبر 1910، وتوفيت في 1 سبتمبر 2006.

## وصلات خارجية
- هوب أبيلسون على موقع قاعدة بيانات برودواي على الإنترنت (الإنجليزية)